# DN15G
De DN15G (Drum Național 15G of Nationale weg 15G) is een weg in Roemenië. Hij loopt van Bălțătești via Valea Seacă naar het Klooster van Văratec. De weg is 3,9 kilometer lang. 